# BK Pardubice
Le Basketbalový klub Pardubice est un club tchèque de basket-ball, évoluant en Mattoni NBL soit le plus haut niveau du championnat tchèque. Le club est basé dans la ville de Pardubice.

## Noms successifs
- 1956-1989 : Rudá hvězda Pardubice
- 1990-1992 : SKP Pardubice
- 1993-1997 : BHC SKP Pardubice
- 1997-2003 : BK Pardubice
- Depuis 2003 : BK Synthesia Pardubice

## Palmarès
- Champion de Tchécoslovaquie : 1984

## Entraîneurs successifs
- 1974-1977 :  Jiří Ammer
- Depuis ? :  Petr Stanislav
- 2012-? :  Dušan Bohunický
- 2019- :  Ken Scalabroni